# Marina Katić
Marina Katić (Spalato, 1º ottobre 1983) è una pallavolista croata.
Gioca nel ruolo di palleggiatrice nello Sportclub Potsdam.

## Carriera
La carriera di Marina Katić inizia nella stagione 1998-99 nell'Odbojkaški Klub Kaštela, club militante nel massimo campionato croato, dove resta per quattro stagioni, vincendo una Coppa di Croazia; nel 2001 ottiene le prime convocazioni in nazionale.
Nella stagione 2002-03 si trasferisce nel club italiano della Pallavolo Sirio Perugia in Serie A1, a cui resta legata per due annate, vincendo una Coppa Italia e uno scudetto. Dopo una stagione con il club del Racing Club Villebon 91, nella Pro A francese, per il campionato 2005-06 torna in patria nella squadra di Castelli.
Nella stagione 2006-07 viene ingaggiata dal Volleyballclub Voléro Zürich con cui vince il campionato svizzero, la coppa nazionale e la Supercoppa; gioca in seguito per i club italiani del Volley 2002 Forlì, nella stagione 2007-08, e del River Volley di Piacenza, nella stagione 2009-10, intervallata da una partecipazione al campionato greco con l'Iraklis Thessaloniki Volleyball Club nell'annata 2008-09.
Dopo un breve periodo di attività, termina la stagione 2010-11 con l'Ereğli Belediye Spor Kulübü di Konya; dopo una parentesi in Azerbaigian con l'İqtisadçı Voleybol Klubu, veste la maglia dei club polacchi del Pilskie Towarzystwo Piłki Siatkowej di Piła, nella stagione 2012-13, e del Miejski Klub Sportowy Dąbrowa Górnicza, nella stagione 2013-14, con cui vince la Supercoppa polacca.
Nell'annata 2014-15 torna in Italia, ingaggiata dall'Imoco Volley di Conegliano, mentre nel campionato seguente approda allo Sportclub Potsdam, club impegnato nella 1. Bundesliga tedesca.

## Palmarès

### Club
- Campionato italiano: 1

2002-03
- Campionato svizzero: 1

2006-07
- Coppa di Croazia: 1

2001
- Coppa Italia: 1

2002-03
- Coppa di Svizzera: 1

2006-07
- Supercoppa svizzera: 1

2006
- Supercoppa polacca: 1

2013